# Syndémie
Une syndémie caractérise un entrelacement de maladies, de facteurs biologiques et environnementaux qui, par leur synergie, aggravent les conséquences de ces  maladies sur une population,.
Le terme a été développé par Merrill Singer (en) dans le milieu des années 1990.
Le terme de syndémie est souvent utilisé dans la littérature médicale autour des affections liées au VIH ou à la toxicomanie.
Dans un éditorial du 26 septembre 2020, Richard Horton, rédacteur en chef de la revue scientifique médicale The Lancet, invite à ne plus considérer l’épidémie de Covid-19 comme une pandémie mais plutôt comme une syndémie.
Le concept de syndémie a déjà fait l'objet de recherches approfondies dans plusieurs domaines, dont le VIH.